# Oslo Vikings
Gli Oslo Vikings sono una squadra di football americano, di Oslo, in Norvegia;.

## Storia
La squadra è stata fondata nel 1986 come Westside Vikings e ha assunto il nome attuale nel 1993; ha vinto 14 volte il titolo nazionale.

## Dettaglio stagioni

### Tornei nazionali

#### Campionato

##### 1 divisjon/Eliteserien
| Stagione | regular season | regular season | regular season | regular season | regular season | regular season | playoff | playoff | playoff | playoff | playoff | playoff    | playoff                 |
|          | Vin            | Par            | Per            | Tot            | PF             | PS             | Vin     | Per     | Tot     | PF      | PS      | risultato  | avversaria              |
| -------- | -------------- | -------------- | -------------- | -------------- | -------------- | -------------- | ------- | ------- | ------- | ------- | ------- | ---------- | ----------------------- |
| 1993     | 6              | 0              | 2              | 8              | 342            | 83             | 1       | 1       | 2       | 55      | 68      | NM-Finale  | Oslo Trolls             |
| 1999     | 6              | 0              | 0              | 6              | 339            | 13             | 2       | 0       | 2       | 85      | 14      | Campioni   | Eidsvoll 1814's         |
| 2000     | 6              | 0              | 0              | 6              | 344            | 26             | 2       | 0       | 2       | 69      | 20      | Campioni   | Eidsvoll 1814's         |
| 2001     | 5              | 0              | 1              | 6              | 118+?          | 53+?           | 1       | 1       | 2       | 49      | 37      | NM-Finale  | Eidsvoll 1814's         |
| 2009     | 3              | 0              | 2              | 5              | 173            | 124            | 1       | 1       | 2       | 80      | 80      | NM-Finale  | Eidsvoll 1814's         |
| 2010     | 6              | 0              | 2              | 8              | 248            | 92             | 1       | 1       | 2       | 54      | 31      | NM-Finale  | Eidsvoll 1814's         |
| 2011     | 7              | 0              | 1              | 8              | 360            | 113            | 2       | 0       | 2       | 100     | 26      | Campioni   | Eidsvoll 1814's         |
| 2012     | 6              | 0              | 0              | 6              | 262            | 42             | 2       | 0       | 2       | 69      | 20      | Campioni   | Kristiansand Gladiators |
| 2013     | 5              | 0              | 2              | 7              | 193            | 113            | 0       | 1       | 1       | 7       | 25      | Semifinale | Kristiansand Gladiators |
| 2014     | 3              | 0              | 4              | 7              | 184            | 226            | 0       | 1       | 1       | 25      | 62      | Semifinale | Eidsvoll 1814's         |
| 2015     | 4              | 0              | 3              | 7              | 161            | 79             | 0       | 1       | 1       | 13      | 28      | Semifinale | Lura Bulls              |
| 2016     | 4              | 0              | 2              | 6              | 157            | 97             | 2       | 0       | 2       | 49      | 21      | Campioni   | Eidsvoll 1814's         |
| 2017     | 6              | 0              | 0              | 6              | 210            | 54             | 2       | 0       | 2       | 90      | 39      | Campioni   | Eidsvoll 1814's         |
| 2018     | 5              | 0              | 1              | 6              | 233            | 73             | 2       | 0       | 2       | 103     | 20      | Campioni   | Åsane Seahawks          |
| 2019     | 6              | 0              | 0              | 6              | 252            | 59             | 2       | 0       | 2       | 89      | 20      | Campioni   | Eidsvoll 1814's         |
| 2021     | 5              | 0              | 1              | 6              | 178            | 60             | -       | -       | -       | -       | -       | Campioni   | -                       |
| Totale   | 83             | 0              | 21             | 104            | 3754+?         | 1307+?         | 20      | 7       | 27      | 937     | 511     |            |                         |

Fonti: Enciclopedia del Football - A cura di Massimo Mezzetti

##### 2. divisjon (secondo livello)
| Stagione | regular season | regular season | regular season | regular season | regular season | regular season | playoff | playoff | playoff | playoff | playoff | playoff   | playoff    |
|          | Vin            | Par            | Per            | Tot            | PF             | PS             | Vin     | Per     | Tot     | PF      | PS      | risultato | avversaria |
| -------- | -------------- | -------------- | -------------- | -------------- | -------------- | -------------- | ------- | ------- | ------- | ------- | ------- | --------- | ---------- |
| 1999     | 2              | 0              | 4              | 6              | 74             | 82             | -       | -       | -       | -       | -       | -         | -          |
| 2000     | 3              | 0              | 3              | 6              | 34+?           | 7+?            | -       | -       | -       | -       | -       | -         | -          |
| 2019     | 3              | 0              | 2              | 5              | 182            | 149            | -       | -       | -       | -       | -       | -         | -          |
| Totale   | 8              | 0              | 9              | 17             | 290+?          | 238+?          | -       | -       | -       | -       | -       |           |            |

Fonti: Enciclopedia del Football - A cura di Massimo Mezzetti

##### 2. divisjon (terzo livello)
| Stagione | regular season | regular season | regular season | regular season | regular season | regular season | playoff | playoff | playoff | playoff | playoff | playoff   | playoff    |
|          | Vin            | Par            | Per            | Tot            | PF             | PS             | Vin     | Per     | Tot     | PF      | PS      | risultato | avversaria |
| -------- | -------------- | -------------- | -------------- | -------------- | -------------- | -------------- | ------- | ------- | ------- | ------- | ------- | --------- | ---------- |
| 2016     | 3              | 0              | 3              | 6              | 161            | 189            | -       | -       | -       | -       | -       | -         | -          |
| 2017     | 3              | 0              | 3              | 6              | 140            | 143            | -       | -       | -       | -       | -       | -         | -          |
| 2018     | 4              | 0              | 1              | 5              | 111            | 67             | -       | -       | -       | -       | -       | -         | -          |
| 2021     | 2              | 0              | 1              | 3              | 88             | 93             | -       | -       | -       | -       | -       | -         | -          |
| Totale   | 12             | 0              | 8              | 20             | 500            | 492            | -       | -       | -       | -       | -       |           |            |

Fonti: Enciclopedia del Football - A cura di Massimo Mezzetti

### Tornei internazionali

#### European Football League (1986-2013)
| Stagione | regular season | regular season | regular season | regular season | regular season | regular season | playoff | playoff | playoff | playoff | playoff | playoff   | playoff    |
|          | Vin            | Par            | Per            | Tot            | PF             | PS             | Vin     | Per     | Tot     | PF      | PS      | risultato | avversaria |
| -------- | -------------- | -------------- | -------------- | -------------- | -------------- | -------------- | ------- | ------- | ------- | ------- | ------- | --------- | ---------- |
| 2008     | 1              | 0              | 1              | 2              | 51             | 30             | -       | -       | -       | -       | -       | -         | -          |
| Totale   | 1              | 0              | 1              | 2              | 51             | 30             | -       | -       | -       | -       | -       |           |            |

Fonti: Enciclopedia del Football - A cura di Massimo Mezzetti

#### Northern European Football League
| Stagione | regular season | regular season | regular season | regular season | regular season | regular season | playoff | playoff | playoff | playoff | playoff | playoff   | playoff    |
|          | Vin            | Par            | Per            | Tot            | PF             | PS             | Vin     | Per     | Tot     | PF      | PS      | risultato | avversaria |
| -------- | -------------- | -------------- | -------------- | -------------- | -------------- | -------------- | ------- | ------- | ------- | ------- | ------- | --------- | ---------- |
| 2018     | 0              | 0              | 3              | 3              | 47             | 124            | -       | -       | -       | -       | -       | -         | -          |
| Totale   | 0              | 0              | 3              | 3              | 47             | 124            | -       | -       | -       | -       | -       |           |            |

Fonti: Enciclopedia del Football - A cura di Massimo Mezzetti

#### Euro Cup
| Stagione | regular season | regular season | regular season | regular season | regular season | regular season | playoff | playoff | playoff | playoff | playoff | playoff   | playoff    |
|          | Vin            | Par            | Per            | Tot            | PF             | PS             | Vin     | Per     | Tot     | PF      | PS      | risultato | avversaria |
| -------- | -------------- | -------------- | -------------- | -------------- | -------------- | -------------- | ------- | ------- | ------- | ------- | ------- | --------- | ---------- |
| 1998     | 1              | 0              | 2              | 3              | 39             | 77             | -       | -       | -       | -       | -       | -         | -          |
| 1999     | 3              | 0              | 0              | 3              | 85             | 13             | 0       | 1       | 1       | 6       | 12      | Finalisti | London O's |
| Totale   | 4              | 0              | 2              | 6              | 124            | 90             | 0       | 1       | 1       | 6       | 12      |           |            |

Fonti: Enciclopedia del Football - A cura di Massimo Mezzetti

### Riepilogo fasi finali disputate
| Anno           | Luogo       | Evento      | Fase del torneo | Incontro                               | Risultato |
| 5 giugno 1999  | Bruxelles   | Euro Cup    | Finale          | London O's - Oslo Vikings              | 12 - 6    |
| 28 agosto 1999 |             | 1. divisjon | NM Finale       | Oslo Vikings - Eidsvoll 1814's         | 28 - 14   |
| 15 luglio 2000 |             | 1. divisjon | NM Finale       | Oslo Vikings - Eidsvoll 1814's         | 68 - 20   |
| 2001           |             | 1. divisjon | NM Finale       | Oslo Vikings - Eidsvoll 1814's         | 7 - 24    |
| 27 giugno 2009 | Oslo        | 1. divisjon | NM Finale       | Oslo Vikings - Eidsvoll 1814's         | 40 - 60   |
| 3 luglio 2010  |             | 1. divisjon | NM Finale       | Oslo Vikings - Eidsvoll 1814's         | 12 - 19   |
| 9 luglio 2011  | Jordal      | 1. divisjon | NM Finale       | Oslo Vikings - Eidsvoll 1814's         | 48 - 20   |
| 7 luglio 2012  |             | 1. divisjon | NM Finale       | Oslo Vikings - Kristiansand Gladiators | 28 - 13   |
| 29 giugno 2013 |             | 1. divisjon | Semifinale      | Oslo Vikings - Kristiansand Gladiators | 7 - 25    |
| 5 luglio 2014  |             | Eliteserien | Semifinale      | Eidsvoll 1814's - Oslo Vikings         | 62 - 25   |
| 27 giugno 2015 |             | Eliteserien | Semifinale      | Lura Bulls - Oslo Vikings              | 218 - 13  |
| 2 luglio 2016  | Fredrikstad | Eliteserien | NM Finale       | Oslo Vikings - Eidsvoll 1814's         | 14 - 7    |
| 8 luglio 2017  | Oslo        | Eliteserien | NM Finale       | Oslo Vikings - Eidsvoll 1814's         | 51 - 7    |
| 7 luglio 2018  | Oslo        | Eliteserien | NM Finale       | Oslo Vikings - Åsane Seahawks          | 65 - 0    |
| 6 luglio 2019  | Oslo        | Eliteserien | NM Finale       | Oslo Vikings - Eidsvoll 1814's         | 26 - 6    |

## Palmarès
- 14 Campionati norvegesi (1990-1992, 1998-2001, 2011, 2012, 2016-2019, 2021)
- 1 Hydro Texaco Bowl (1994)